# Vratno Otok
Vratno Otok is een plaats in de gemeente Cestica in de Kroatische provincie Varaždin. De plaats telt 72 inwoners (2001).